# Juliette Vandekerckhove
Juliette Vandekerckhove, née le 25 mai 1982 à Tourcoing, est une coureuse cycliste française spécialiste de la route et de la piste.

## Biographie
Juliette Vandekerckhove a commencé le vélo à l'âge de 6 ans au vélo club de Roubaix, où elle sera initiée à la piste. Elle fera partie de différents clubs, tels que l'étoile cycliste Linselloise, présidé par son père, l'AS Hellemmes, avec Philippe Lambert, son président, où elle obtiendra son premier titre de championne de France en minimes-cadettes, l'UV Fourmies où son président André Prisette l'accompagnera vers son premier titre de championne du Monde juniors.
À 17 ans elle intègre le pôle espoirs de Saint Amand Montrond, et c'est aux côtés de Benoît Carré qu'elle sera sacrée championne du Monde en contre-la-montre à Plouay. Après avoir passé deux années dans le Cher elle reviendra au vélo club de Roubaix aux côtés de Cyrille Guimard.
En 2004, elle est pré-sélectionnée olympique sur route et sur piste, elle met fin à sa carrière prématurément.
En fin d'année 2007, elle prépare son grand retour à la compétition. Elle s’engage avec l'US Camon (Somme) pour la saison cycliste 2008. Elle met à nouveau fin à sa carrière lors de cette même année.
Elle reprend à nouveau la compétition en 2017, à 34 ans. Freinée dans son retour par une fracture du fémur lors d’un accident domestique cette même année, elle poursuit malgré cet événement. Puis elle met un terme définitif à sa carrière en 2018 sous les couleurs du Vélo Sprint de Bouchain.

## Vie privée
Juliette Vandekerckhove a trois enfants, une fille (Léa) et deux garçons.

## Palmarès sur route
- 1996
  -  Championne de France route minimes-cadettes
- 1997
  -  Championne de France route minimes-cadettes
- 1999
  -  Médaillée d'argent du championnat du monde du contre-la-montre juniors
- 2000 
  -  Championne du monde du contre-la-montre juniors
  - Vainqueur de la Coupe de France féminine
  - 2e du Trophée des grimpeurs
  - 2e du championnat de France sur route juniors
  - Classée numéro 1 au classement mondial junior
- 2001
  -  Championne de France sur route espoirs
  - 3e du championnat de France du contre-la-montre Elites
- 2003
  - Vainqueur de la Coupe de France féminine
  - 2e du Trophée des grimpeurs
  - 3e du championnat de France sur route espoirs

## Palmarès sur piste

### Championnats du monde juniors
- 1999
  -  Championne du monde de poursuite juniors à Athènes
  - 3e du championnat du monde de la course aux points juniors
- 2000
  -  Championne du monde de poursuite juniors
  - 3e du championnat du monde de la course aux points juniors

### Coupe du monde élites
- 2003
  - 2e du scratch élites à Moscou

### Championnat d'Europe espoirs
- 2001
  -  Médaillée d'argent de la poursuite espoirs

### Championnats de France
- 1995
  -  Championne de France de vitesse minimes-cadettes
- 1996
  -  Championne de France de vitesse minimes-cadettes
- 1997
  -  Championne de France de vitesse minimes-cadettes
- 1998
  -  Championne de France de vitesse juniors (surclassée)
  -  Championne de France du 500 mètres juniors (surclassée)
  -  Championne de France de course aux points juniors (surclassé)
- 1999
  -  Championne de France de poursuite juniors
  -  Championne de France de course aux points juniors
  - 2e du championnat de France du 500 mètres juniors
  - 3e du championnat de France de vitesse juniors
- 2000
  -  Championne de France de poursuite juniors
  -  Championne de France de vitesse juniors
  -  Championne de France de course aux points juniors
  - 3e du championnat de France du 500 mètres juniors
- 2001
  -  Championne de France de poursuite
  -  Championne de France de course aux points
- 2003
  -  Championne de France de poursuite
  - 3e du  championnat de France de course aux points